# Viktor Barannikov
Viktor Pavlovich Barannikov (nascido em 20 de outubro de 1940, vila de Fedosevka, distrito de Pozharsky, Primorsky Krai, União Soviética ~ morreu em 21 de julho de 1995, Moscou, Rússia) foi o Ministro do Interior soviético em 1991 e Ministro da Rússia de 1992 a 1993.

## Carreira
Ele foi ministro do interior da Federação Russa de setembro de 1990 a setembro de 1991, ministro do interior da URSS após o golpe de agosto contra Gorbachev de agosto de 1991 a janeiro de 1992. Após o colapso da União Soviética, ele se tornou o Ministro da Segurança e Assuntos Internos da Federação Russa (dezembro de 1991 - janeiro de 1992). Diretor Geral da Agência Federal de Segurança da Federação (janeiro de 1992). Ministro da Segurança da Federação Russa (janeiro de 1992 - julho de 1993).
Barannikov iniciou a transferência de poder sob a responsabilidade do Ministério do Interior para repúblicas individuais e ordenou que a milícia se mantivesse longe do caos político que envolvia a capital. Ele foi demitido pelo presidente no final de julho de 1993. E como justificativa para sua demissão, foi usado como mootivo um incidente envolvendo as forças da Guarda de Fronteira na fronteira soviético-afegã e o estilo de vida perdulário de sua esposa Ludmila, que custou aos contribuintes cerca de cem mil dólares. Durante a crise constitucional russa em setembro-outubro de 1993, ele tentou mediar entre Boris Yeltsin e Duma, que queria arrastá-lo para o lado dela, nomeando-o Ministro da Segurança. Ele foi detido e encarcerado por vários meses, logo após sua libertação, ele morreu de um ataque cardíaco em 22 de julho de 1995.
Ele era próximo de Boris Birshtein e do Seabeco de Birshtein.